# Weisenheimer Hütte
Die Weisenheimer Hütte ist eine Schutzhütte des Ortsvereins Weisenheim am Berg des Pfälzerwald-Vereins (PWV). Sie bietet keine Übernachtungsmöglichkeit an. Mit den anderen Häusern des Pfälzerwaldvereins ist sie seit 2021 mit dem Eintrag Pfälzerwaldhütten-Kultur Bestandteil des Immateriellen Kulturerbes in Deutschland der deutschen UNESCO-Kommission.

## Lage
Die Hütte befindet sich im Leininger Sporn, einem Gebirgsvorsprung im Nordosten des Pfälzerwaldes im Weisenheimer Wald, der zur Gemarkung der Gemeinde Weisenheim am Berg gehört. Sie liegt direkt am als Naturdenkmal ausgewiesenen Ungeheuersee im Tal des Krumbachs. Umliegende Berge sind der Weilerskopf (469,8 m) im Süden, der Kühberg (398 m) im Norden und der Mittelberg (401,1 m) im Westen.

## Zugänge und Wanderungen
Die Hütte kann von verschiedenen Ausgangspunkten erreicht werden. Von Süden ist der Zugang vom Wanderparkplatz an der Passhöhe Lindemannsruhe am westlichen Hang des Weilerskopfes über 2,7 km in etwa 50 Minuten möglich. Alternativ kann auch der nur wenig längere, lokale Wanderweg Ganerbenweg direkt über den Weilerskopf bzw. beides als Rundweg gegangen werden. Vom Westen startet die Wanderung vom Wanderparkplatz Langental an der Kreisstraße 31 bei Höningen und Altleiningen und verläuft weiter über den Kupferberg innerhalb einer Stunde zur Hütte. Vom Norden erfolgt der Zugang von Battenberg durch das Krumbachtal. Hier müssen etwa 90 Minuten eingeplant werden. Die Zugänge von den Orten in der Rheinebene an der Deutschen Weinstraße können von Weisenheim am Berg über das Langental oder von Leistadt  über den Rotsteig (304,3 m) erfolgen. Von der Hütte startet ein Zuweg zum Prädikatswanderweg Pfälzer Weinsteig.